# Mukařov (okres Praha-východ)
Obec Mukařov se nachází v okrese Praha-východ, kraj Středočeský. Rozkládá se sedm kilometrů východně od města Říčany. Žije zde přibližně 3 000 obyvatel.

## Historie
Z archivních materiálů muzea v Kostelci nad Černými lesy vyplývá, že Mukařov dostal své jméno od zakladatele Mukara, známého z knížecí družiny 12. století. Ve vojsku knížete Vladislava II. se údajně vyznamenali v bitvě u Milána v roce 1158 mimo jiné chrabré Čechy také vojíni Ondřej, Kubjata, Hlaváč, Myška, Srba a Mukar. Za zásluhy v bitvě byl Vladislav II. korunován králem Vladislavem I. a věrným vojákům se dostalo od krále v Černém lese manských údělů, na nichž tito vojíni ve 12. století založili stejnojmenné dvorce a tvrze (z Mukařovské kroniky / str. 70, rok 1987). Tuto tezi dokládají archeologické nálezy, které ukazují na osídlení již na přelomu 12. a 13. století.
První údaj o obci Mukařov je z roku 1352 (Emler: Regesta diplomatica): Mukařov přináležel před husitskými válkami k panství říčanskému – jako součást panství v Tehově náležejícímu k tehovskému hradu. V jeho vlastnictví přecházel od rytířů z Klučova (1372) k Purkardu Strnadovi z Janovic (1394–1397), poté byl spravován královskou komorou (ve sporu o majetek s Jiříkem z Janovic, 1397–1402). Roku 1402 jej získal Reinhard z Mülhausenu a v roce 1406 Kašpar Čotr, ale hned o rok později klášter augustiniánů na Novém Městě pražském na Karlově. Po dobu husitských výbojů jej spravovali různí husitští válečníci. V roce 1454 jej získali Kostkové z Postupic a od roku 1513 Slavatové z Chlumu a Košumberka.
Roku 1558 prodala královská komora statek Kostelec nad Černými lesy za 30 tisíc kop grošů českých panu Jaroslavu Smiřickému (1513–1597), sídelním svým místem zvolil Kostelec nad Černými lesy. Roku 1561 vystavil tu nádherný zámek s kaplí a rodinnou hrobkou. K tomuto panství patřila i obec Buda-Mukařov, Srbín, Žernovka. Později pan Jaroslav Smiřický rozšířil panství kostelecké o zakoupená další panství jako Říčany, Uhříněves a Koloděje. Smiřičtí drželi panství až do bitvy na Bílé hoře a po smrti pana Jaroslava se v držení vystřídali: Zikmund II. Smiřický (1597–1608), Jaroslav II. Smiřický (1608–1611), Albrecht Václav Smiřický (1611–1614), Albrecht Jan Smiřický (1614–1618) a Markéta Saloména, která byla provdána za Jindřicha Slavatu z Chlumu a Košumberka (1618–1621).
Po prohrané bitvě na Bílé hoře bylo panství zabráno císařem a později prodáno Albrechtovi z Valdštejna, který jej roku 1623 prodal knížeti Karlovi z Lichtenštejna, u kteréhož rodu zůstalo panství až do pozemkové reformy po první světové válce.
Nejstarší údaje o panství kosteleckém pocházejí ze dvou urbářů panství. První urbář je z roku 1562 psaný česky a pod názvem Registra správný panství kosteleckého z r. 1562 je uložen ve Státním oblastním archivu v Praze. Druhý urbář z roku 1677 je rovněž psaný česky, má název Kniha urbální, jinak gruntovní pravidlo všech všelikých příležitostí panství Kosteleckého nad Černými lesy od porodu panského r. 1677, uložen je rovněž ve Státním oblastním archivu v Praze. Podle údajů z roku 1623 mezi devíti rychtami panství je uváděna rychta Mukařov, Tehov, Tehovec, Všestary, Klokočná, Menčice, Svojetice a Srbín.
Během třicetileté války byly na Říčansku způsobeny veliké škody válečné, mnoho obyvatel bylo vybito, řada vesnic vypálena. Některé obce zůstaly dlouho pusté, jiné vůbec zanikly a jejich místo zarostlo postupně lesem. Tak například již před 30letou válkou zanikla obec Janovice (Babice) ležící mezi Vojkovem a Babicemi. Dnes se po této hrnčířské obci nazývá jen lesní část.

### Územněsprávní začlenění
Dějiny územněsprávního začleňování zahrnují období od roku 1850 do současnosti. V chronologickém přehledu je uvedena územně administrativní příslušnost obce v roce, kdy ke změně došlo:
- 1850 země česká, kraj Pardubice, politický okres Černý Kostelec, soudní okres Český Brod[4]
- 1855 země česká, kraj Praha, soudní okres Český Brod[4]
- 1868 země česká, politický i soudní okres Český Brod[4]
- 1939 země česká, Oberlandrat Kolín, politický i soudní okres Český Brod[5]
- 1942 země česká, Oberlandrat Praha, politický i soudní okres Český Brod[6]
- 1945 země česká, správní i soudní okres Český Brod[7]
- 1949 Pražský kraj, okres Říčany[8]
- 1960 Středočeský kraj, okres Praha-východ[9]

### Rok 1932
V obci Mukařov (přísl. Buda, 200 obyvatel, poštovní úřad, četnická stanice, katolický kostel, Ústav mrzáčků Charitas) byly v roce 1932 evidovány tyto živnosti a obchody: holič, krejčí, 4 hostince, kamenický závod, obuvník, pekař, 2 řezníci, 2 obchody se smíšeným zbožím, spořitelní a záložní spolek pro Mukařov, 2 trafiky, truhlář.
Ve vsi Srbín (184 obyvatel, samostatná obec se později stala součástí Mukařova) byly v roce 1932 evidovány tyto živnosti a obchody: hostinec, kovář, obuvník, pekař, 8 rolníků, řezník, 2 obchody se smíšeným zbožím, 2 obchody se střižním zbožím, trafika, velkostatek, zámečník, 2 žulové závody.
Ve vsi Žernovka (246 obyvatel, samostatná obec se později stala součástí Mukařova) byly v roce 1932 evidovány tyto živnosti a obchody: cihelna, hostinec, kapelník, kolář, mlýn, obuvník, pekař, obchod lahvovým pivem, povoznictví, 3 rolníci, řezník, 2 obchody se smíšeným zbožím, sochař, starý materiál, trafika, 2 truhláři.

## Části obce
- Mukařov
- Srbín
- Žernovka

Od 1. ledna 1980 do 31. prosince 1991 k obci patřil i Tehovec.

## Pamětihodnosti
- Kostel Nanebevzetí Panny Marie
- Pravoslavný chrám Všech svatých, v ulici U požáru

## Pověsti
Za třicetileté války byl do studánky v lese Dlouhá louka ukryt kostelní zvon. Když jej však lidé později chtěli vylovit a pověsit zpět, zahnal je strašidelný bílý pes. Dodnes tam prý svůj zvon hlídá a neopatrné poutníky stahuje do studánky. Nejvíce nebezpečí od něj hrozí, když v Mukařově vyzvánějí poledne.

## Doprava
Obcí prochází silnice I/2 v úseku Říčany – Mukařov – Kutná Hora a silnice II/113 v úseku Český Brod – Žernovka – Mukařov – Srbín – Chocerady. Dále zde vedou silnice III. třídy:
- III/10172 Doubek – Žernovka – Louňovice
- III/11313 Mukařov – Babice
- III/11314 Tehovec – Mukařov

### Železniční doprava
Železniční trať ani stanice na území obce nejsou. Nejbližší železniční stanicí jsou Říčany ve vzdálenosti 6 km ležící na trati 221 z Prahy do Benešova.

### Autobusová doprava
V obci zastavují příměstské autobusy, od dopravce ČSAD Polkost, linka 381 (P.Háje – Kutná Hora), 382 (P.Háje – Sázava aut.st.), 387 (P.Háje – Uhlířské Janovice), také se podílí s dopravcem Okresní autobusová doprava Kolín na lince 491 (Mukařov – Český Brod žel.st.), od dopravce Arriva City s.r.o. linka 383 (P.Háje – Chocerady), 385 (P.Opatov – Louňovice), 428 (Mukařov – Jesenice), 489 (Mukařov – Strančice, žel.st.).

## Osobnosti
- V Mukařově byl v letech 1963–1964 po osm měsíců internován Státní bezpečností Josef kardinál Beran.[14]
- Miroslav Šitina (1895–1963), místní rodák, československý legionář a důstojník československé armády
- Na své chatě v Mukařově zemřel 5. srpna 1960 český herec Theodor Pištěk

## Další fotografie

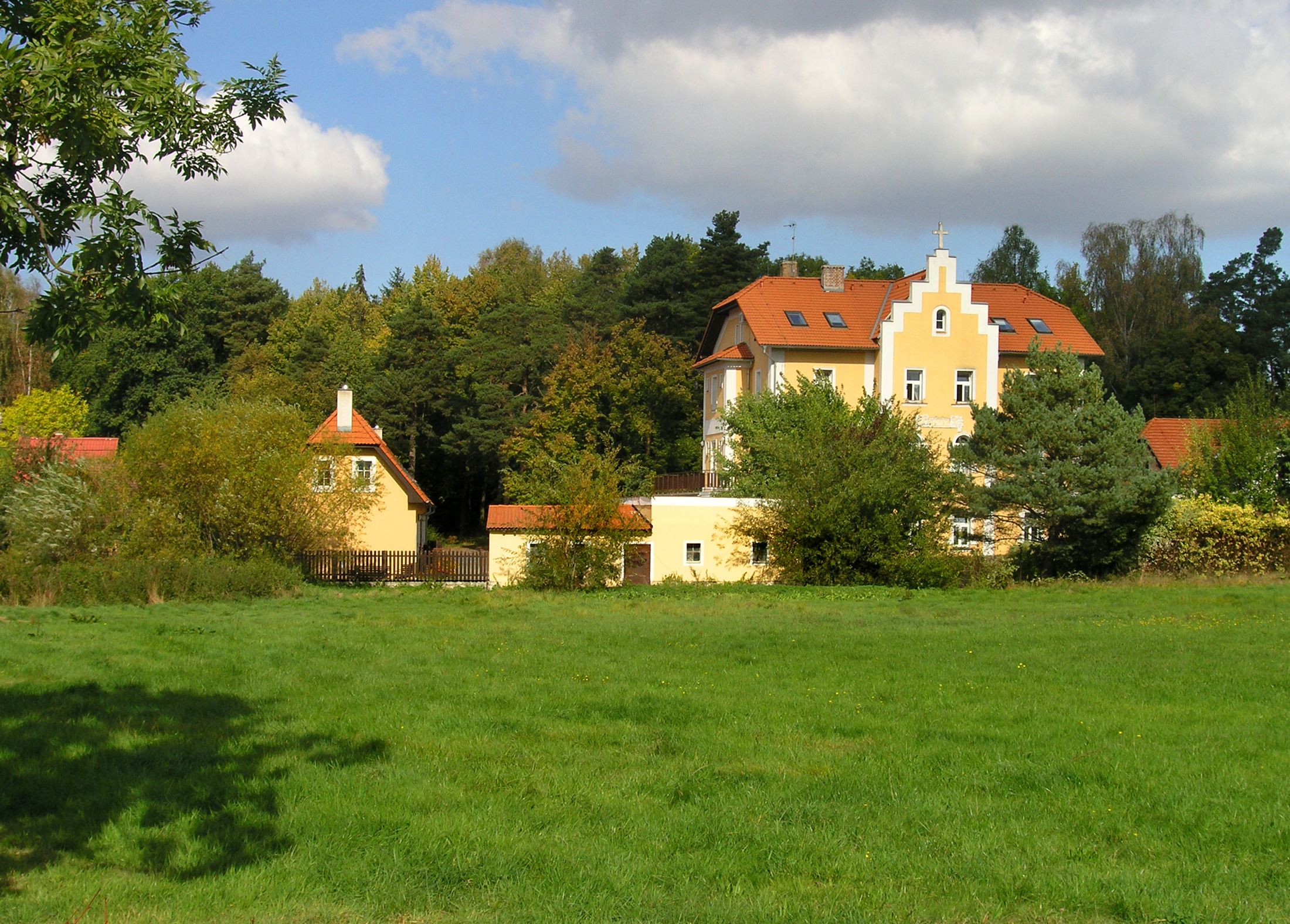
Charitní dům
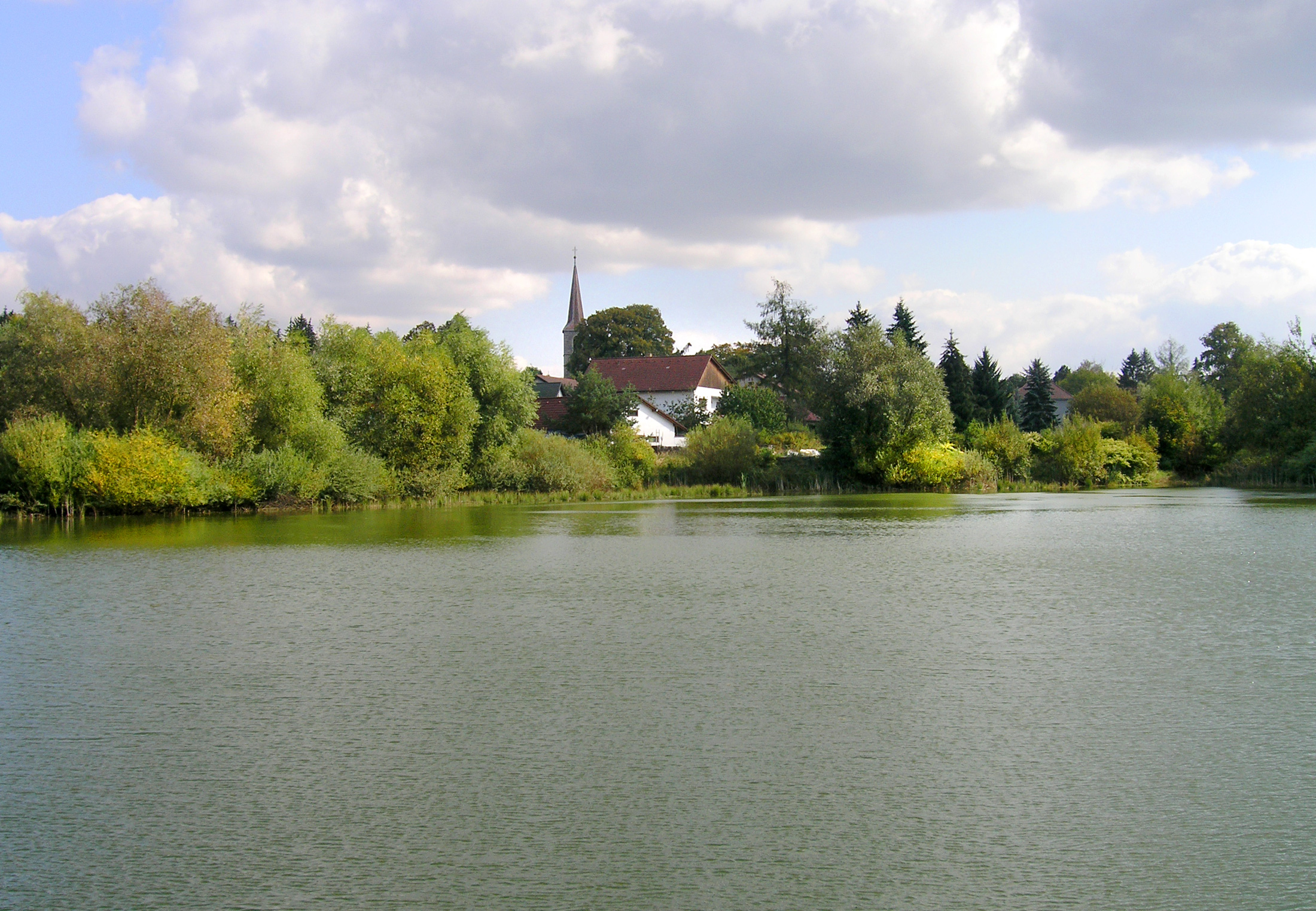
Návesní rybník
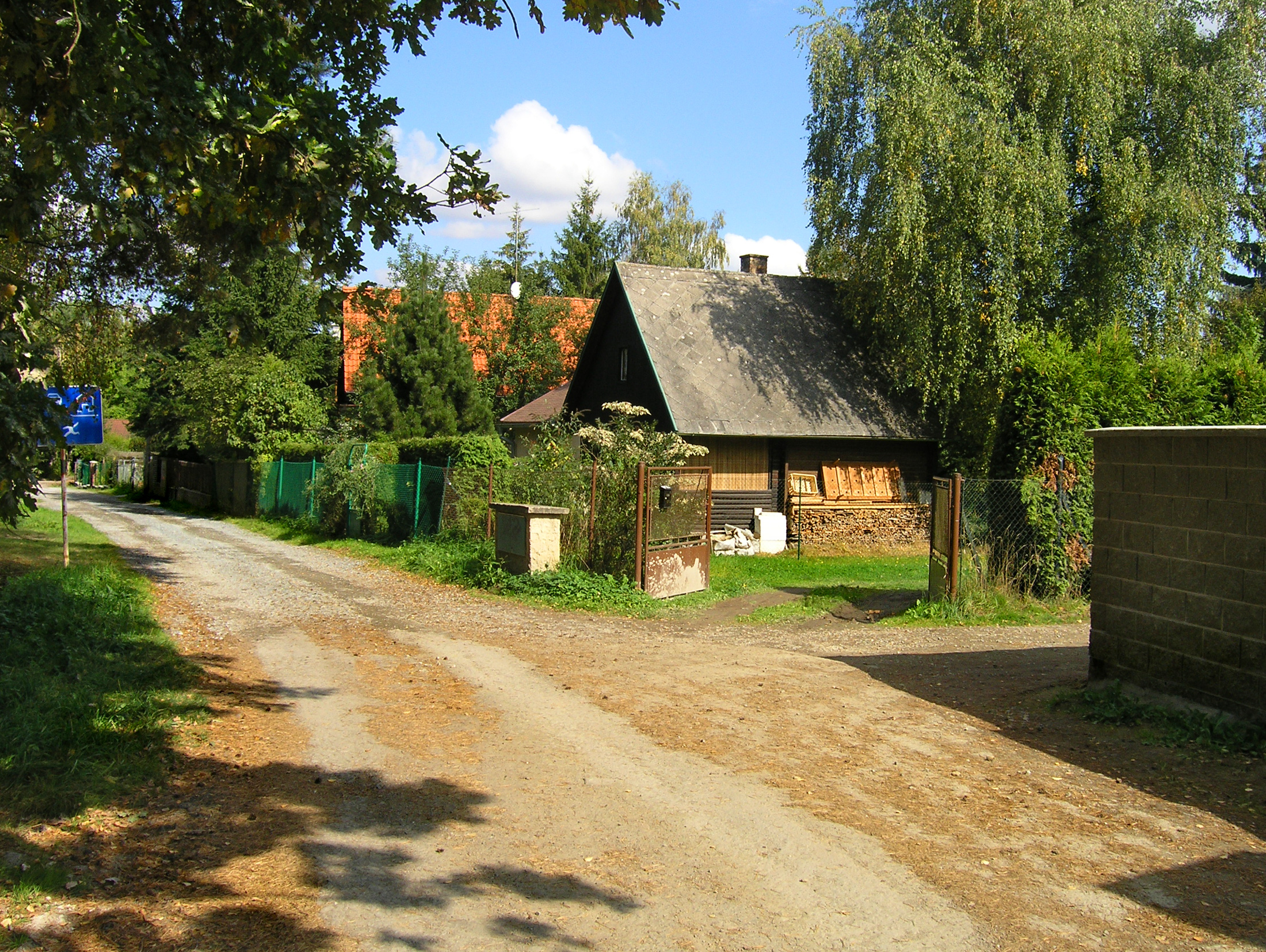
Lesní ulice
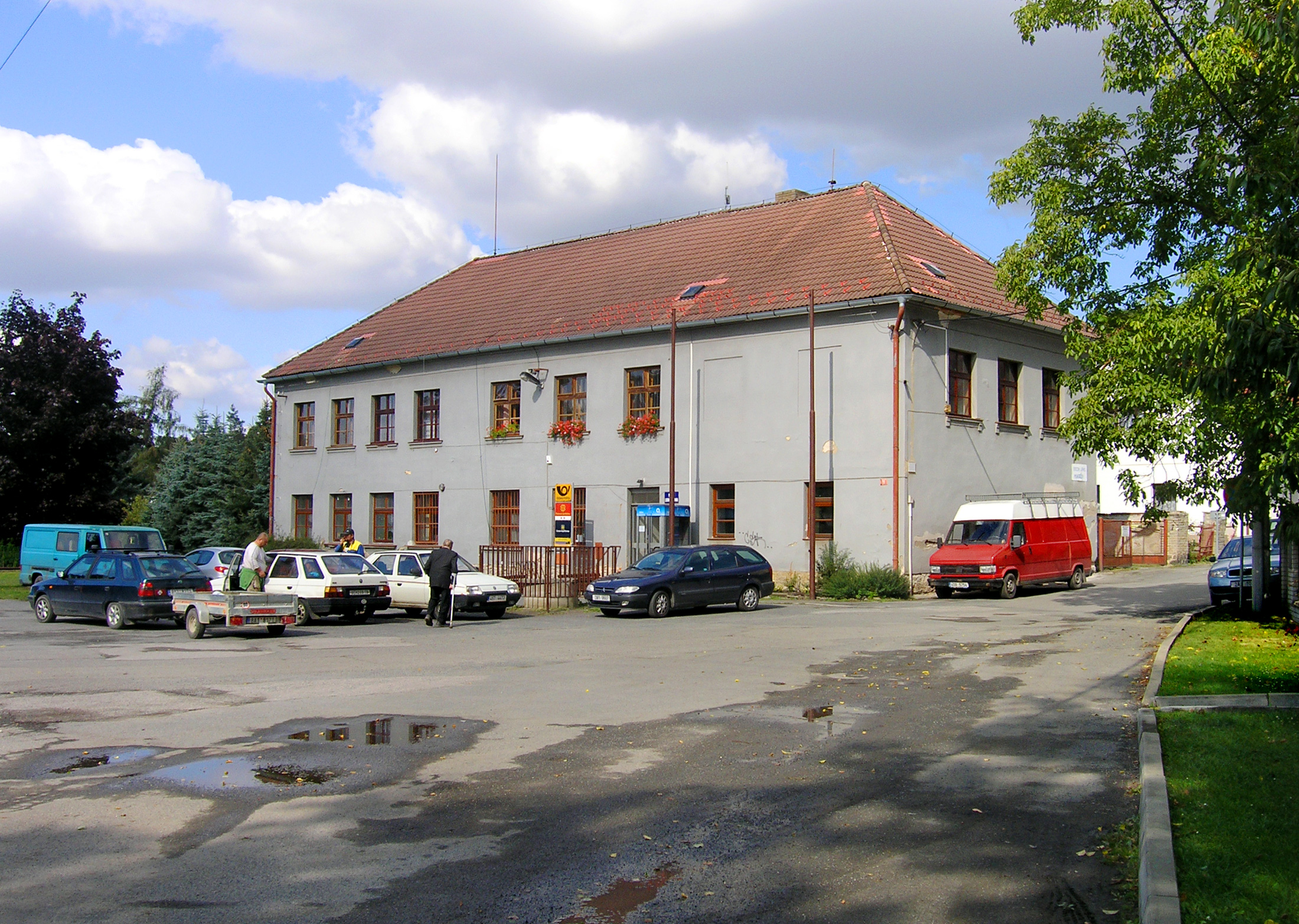
Obecní úřad
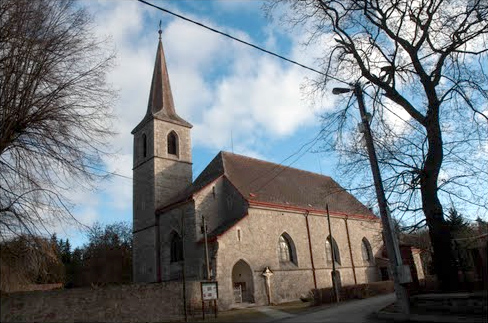
Nanebevzetí Panny Marie v Mukařově
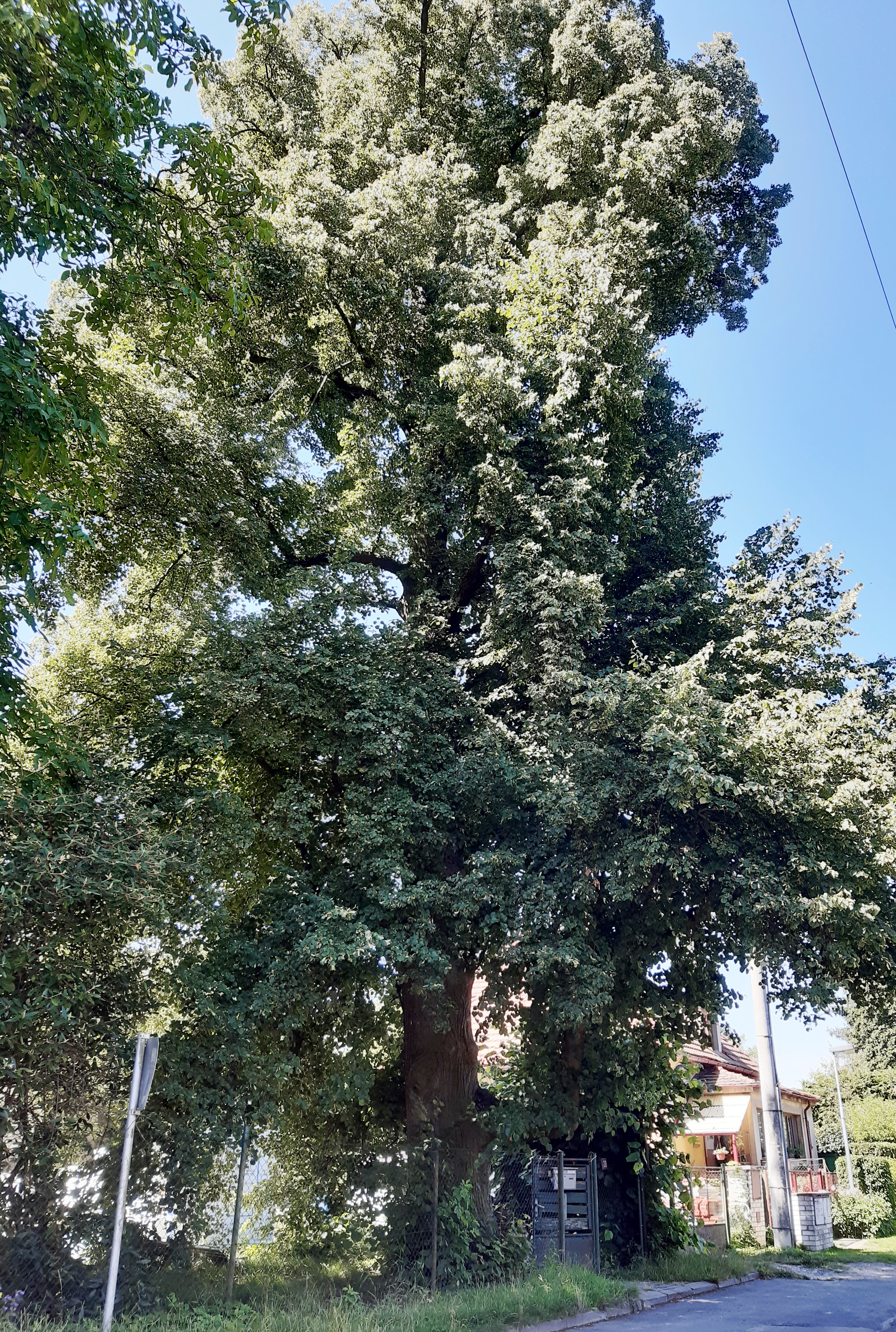
Dvě lípy u čp.39 památné stromy